# Hooge en Lage Mierde
Hooge en Lage Mierde è un'ex-municipalità dei Paesi Bassi situata nella provincia del Brabante Settentrionale. Soppressa il 1º gennaio 1997, il suo territorio, insieme al territorio di Reusel, è andato a costituire la nuova municipalità di Reusel-De Mierden.